# Ryoki Inoue
José Carlos Ryoki de Alpoim Inoue, conocido como Ryoki Inoue (n. en San Pablo el 22 de julio de 1946) es un escritor brasileño de ascendencia portuguesa y japonesa.
Graduado en Medicina en la USP en 1970, abandonó esta profesión en 1986 para escribir libros de bolsillo, llegando a escribir 1.086 libros usando 39 seudónimos, debido a exigencias de sus editores.
Además de su labor literaria, también se desempeñó en medios gráficos como los periódicos Farol do Sul Capixaba, Notícias do Japão, International Press, O Riso do Corujão; y en las revistas Amazônia, Letra Verde y Vertente.
Fue galardonado por el Libro Guinness de los récords como el escritor más prolífico del mundo. Entre sus obras se destacan las novelas O Fruto do Ventre, Quinze dias em setembro, E agora, Presidente, A Bruxa e Saga. Las mismas abarcan diferentes temas, por ejemplo historias del Lejano Oeste, guerra, policiales, espionaje, amor y ciencia ficción.